# Kyrillos Kamal William Samaan
Kyrillos Kamal William Samaan (Al Shanaina, 1 de outubro de 1946 
– Assiute, 11 de maio de 2023) foi um clérigo egípcio e bispo católico copta emérito de Asyut.
Kyrillos William Samaan recebeu o Sacramento da Ordem em 10 de junho de 1974.
Em 16 de maio de 1990, o Sínodo da Igreja Católica Copta o elegeu Bispo da Eparquia de Asyut. O Patriarca Copta Católico de Alexandria, Stephanos II Ghattas C.M., o consagrou bispo em 3 de junho de 1990; Os co-consagradores foram o Bispo de Minya, Antonios Naguib, o Bispo de Ismagliah, Athanasios Abadir, o Bispo de Sohag, Morkos Hakim OFM, o Bispo de Luxor, Aghnatios Elias Yaacoub SJ, e o Bispo Emérito de Assiut, Youhanna Nueir OFM, bem como o Auxiliar Bispos em Alexandria, Youhanna Golta e Andraos Salama.
Participou como delegado, entre 27 a 29 de janeiro de 2003, como membro do Comitê Preparatório para a Comissão Mista Internacional para o diálogo Igreja Católica-Igrejas Ortodoxas Orientais.
Foi nomeado membro do Conselho Especial para a África.
Em 2019 foi designado co-presidente da Comissão Internacional Conjunta para o Diálogo Teológico entre a Igreja Católica e as Igrejas Ortodoxas Orientais.
Em 3 de novembro de 2021, o Papa Francisco aceitou a renúncia apresentada por Kyrillos William Samaan por motivos de idade. Em 30 de setembro de 2022, o Papa Francisco o nomeou Visitador Apostólico aos fiéis católicos coptas nos Estados Unidos e Canadá.